# Horário de inverno

Em qualquer um de seus significados, o horário de inverno implica sempre atrasar o relógio uma hora.

Horário de inverno é um termo com mais de um significado: normalmente significa o horário padrão, quando contraposto ao horário de verão, quando os relógios são atrasados uma hora. Entretanto, outro significado de horário de inverno é quando os relógios são atrasados uma hora em relação ao horário padrão, tal como aconteceu na Checoslováquia entre 1946 e 1947 e na Namíbia por mais de uma década até 2017, quando a lei que instituiu a mudança anual foi revogada.